# Н
Н (gemen: н) är en bokstav i det kyrilliska alfabetet. Den uttalas som n men ser ut precis som ett latinskt H, förutom att gemenen (н) är en mindre version av versalen (Н). Vid transkribering av ryska skriver man n i svensk text och [n] i IPA. Vid translitteration till latinska bokstäver enligt ISO 9 motsvaras bokstaven också av n.

## Teckenkoder i datorsammanhang
| Teckenkoder        | Versal: Н                  | Gemen: н                 |
| ------------------ | -------------------------- | ------------------------ |
| Namn (Unicode)     | CYRILLIC CAPITAL LETTER EN | CYRILLIC SMALL LETTER EN |
| Kodpunkt (Unicode) | U+041D                     | U+043D                   |
| HTML               | &#1053;                    | &#1085;                  |